# Primera División de Uruguay 1907
Uruguay Association Foot-ball League 1907 var den sjunde säsongen av Uruguays högstaliga i fotboll. CURCC vann sin fjärde titel som uruguayanska mästare. Ligan spelades som ett seriespel där samtliga sex lag mötte varandra vid två tillfällen. Totalt spelades 29 matcher med 98 gjorda mål. José Zuazú (Nacional) vann skytteligan med 6 mål.

## Deltagande lag
Sex lag deltog i mästerskapet, samtliga lag från Montevideo. Inför säsongen bytte Teutonia namn till Montevideo.
| Klubb                | Arena (kapacitet)           |
| -------------------- | --------------------------- |
| Montevideo           | Estadio Gran Parque Central |
| CURCC                | Villa Peñarol               |
| Intrépido            |                             |
| Montevideo Wanderers | Camino Millán               |
| Nacional             | Estadio Gran Parque Central |
| River Plate          |                             |

## Poängtabell
Notera att en av matcherna mellan Nacional och Atlético Montevideo aldrig spelades. Nacional B (Nacionals reservlag) skulle från början ha spelat i mästerskapet som skulle ha haft sju deltagande lag. Man spelade en match mot River Plate som slutade i en förlust och man drog sig ur mästerskapet. Tabellen visar ej de 2 poäng som River Plate erhöll vid vinsten (som slutade 2–0).
| Nr | Lag ( )              | S  | V | O | F | GM | IM | MS  | P  |
| -- | -------------------- | -- | - | - | - | -- | -- | --- | -- |
| 1  | CURCC                | 10 | 7 | 3 | 0 | 29 | 8  | +21 | 17 |
| 2  | Montevideo Wanderers | 10 | 4 | 5 | 1 | 25 | 5  | +20 | 13 |
| 3  | River Plate          | 10 | 5 | 2 | 3 | 13 | 10 | +3  | 12 |
| 4  | Nacional             | 9  | 3 | 4 | 2 | 21 | 7  | +14 | 10 |
| 5  | Atlético Montevideo  | 9  | 1 | 2 | 6 | 5  | 24 | −19 | 4  |
| 6  | Intrépido            | 10 | 1 | 0 | 9 | 5  | 44 | −39 | 2  |